# Tobias Hedström
Tobias Hedström (3 dicembre 1998) è un ex sciatore alpino svedese.

## Biografia
Specialista delle prove tecniche fratello di Isac, a sua volta sciatore alpino, e attivo dal novembre del 2014, Tobias Hedström ha esordito in Coppa Europa il 16 febbraio 2018 a Jaun in slalom speciale (48º) e ai Mondiali juniores di Val di Fassa 2019 ha vinto la medaglia d'oro nella combinata; il 24 novembre 2019 ha debuttato in Coppa del Mondo, a Levi in slalom speciale senza completare la prova, e il 9 dicembre 2019 ha conquistato l'unico podio in Coppa Europa, a Santa Caterina Valfurva in combinata (3º).
In Coppa del Mondo ha ottenuto l'unico piazzamento il 27 novembre 2020 a Lech/Zürs in parallelo (48º) e ha preso per l'ultima volta il via il 31 gennaio 2021 a Chamonix in slalom speciale, senza qualificarsi per la seconda manche; ha preso per l'ultima volta il via in Coppa Europa il 3 dicembre dello stesso anno a Zinal in slalom gigante, senza completare la prova, e si è ritirato nell'aprile del 2023. Non ha preso parte a rassegne olimpiche o iridate.

## Palmarès

### Mondiali juniores
- 1 medaglia:
  - 1 oro (combinata a Val di Fassa 2019)

### Coppa Europa
- Miglior piazzamento in classifica generale: 47º nel 2020
- 1 podio:
  - 1 terzo posto

### Australia New Zealand Cup
- Miglior piazzamento in classifica generale: 28º nel 2020
- 1 podio:
  - 1 terzo posto

### Far East Cup
- Miglior piazzamento in classifica generale: 5º nel 2018
- Vincitore della classifica di combinata nel 2018
- 4 podi:
  - 1 vittoria
  - 1 secondo posto
  - 2 terzi posti

#### Far East Cup - vittorie
| Data          | Località         | Paese  | Specialità |
| ------------- | ---------------- | ------ | ---------- |
| 16 marzo 2018 | Južno-Sachalinsk | Russia | KB         |

Legenda:

KB = combinata

### Campionati svedesi
- 5 medaglie:
  - 1 argento (slalom gigante nel 2021)
  - 4 bronzi (discesa libera nel 2018; discesa libera, slalom gigante, slalom speciale nel 2019)